# Johann Anton Aigner
Johann Anton Aigner (* 17. Mai 1702 in Abfaltersbach; † 15. Juni 1775 in Peuerbach/Oberösterreich) war ein „Fürstbischöflicher geistlicher Rath“ in Passau und Pfarrer in Peuerbach.

## Leben
Zusammen mit seinem Bruder Karl I. Aigner ließ er 1772 an Stelle der alten Kapelle „Maria Heimsuchung“ im Ortszentrum von Abfaltersbach (gegenüber von Kolagner) eine neue Filialkirche im barocken Stil errichten. Pfarrer Aigner war einer der größten Wohltäter des Ortes. Zusammen mit seinem Bruder stiftete er Fonds zum Unterhalt eines Hilfspriesters, eines Lehrers und eines Organisten.
Die Besitzer des Erb- und Gasthofes Aigner hatten das Recht, die Lehrer- und Organistenstelle zu verleihen. Die gleichen Wohltäter finanzierten auch die Barockisierung der Pfarrkirche zum hl. Andreas zu Abfaltersbach und errichteten das erste Schulhaus in diesem Ort. Bevor Johann Aigner am 30. September 1758 Pfarrer in Peuerbach wurde, war er Pfarrer von Amstetten in Niederösterreich.